# Jean-Pierre Tuerlinckx
Jean-Pierre Tuerlinckx (Mechelen, 3 januari 1932 - 18 juli 2004) was een Belgisch beeldend kunstenaar.

## Loopbaan
Tuerlinckx studeerde aan de Koninklijke Academie in Mechelen en werd laureaat aan het Nationaal Hoger Instituut in Antwerpen. Behalve een actief kunstenaar was hij ook leerkracht aan de Academies voor schone kunsten in Antwerpen, Leuven en Mechelen. Na zijn pensioen ontving hij de titel van eredirecteur voor de steun die hij is geweest in de ontwikkeling van jong talent.
Ook is hij lid geweest van de commissie voor het kunstenambacht van de provincie Antwerpen en was hij lid van de Belgische Nationale Raad der plastische kunsten.

## Onderscheidingen
Hij behaalde tijdens zijn loopbaan diverse onderscheidingen:
- 1959 Laureaat van de nationale wedstrijd van het kunstglasraam.
- 1962 prijs "Philip Oppenheimer", schilderkunst
- 1964 prijs van de provincie Antwerpen monumentale kunsten
- 1964 prijs "Burgemeester C. Huysmans", schilderkunst
- 1965 prijs van "De Prins" Schilderkunst
- 1966 prijs "Louis Schmidt" Schilderlunst
- 1970 prijs van de provincie Antwerpen[2]

## Familie
Mechels beeldhouwer Jozef Tuerlinckx is zijn betovergrootvader.

## Werken
Werken van Jean-Pierre Tuerlinckx zijn te bezichtigen in:
- Museum Sterckhof, Deurne
- Museum "Da Vinci", Tongerlo
- Stadhuis Antwerpen
- Zwembad Asse
- Gemeentehuis Herne
- Stad Mechelen
- kapel Muizen[4]